# Ираида (Куракина)
Ираи́да (в миру княжна Ирина Яковлевна Куракина) — игуменья Оршанского Успенского женского монастыря, а затем Смоленского Вознесенского девичьего монастыря Русской православной церкви.

## Биография
Об её детстве и отрочестве информации практически не сохранилось, да и прочие биографические сведения о ней весьма скудны и отрывочны; известно лишь, что сестра Ираида первая после отнятия Смоленского Вознесенского монастыря у Русской униатской церкви, управляла монастырём с 1660 по 1678 год; вместе с ней сюда были переведены монахини Оршанского Успенского монастыря.
По довольно достоверному устному преданию, у неё воспитывалась Наталья Кирилловна Нарышкина.